# World Golf Championships
 (mai 2018).
Les World Golf Championships sont un ensemble de quatre tournois annuels de golf masculin pour les professionnels créé par les circuits PGA, en effet ces quatre tournois sont reconnus par les trois principales associations : PGA Tour, Tour européen PGA et Japan Golf Tour. Ces quatre tournois sont : 
- Championnat du monde de match-play
- WGC-Mexico Championship
- WGC-FedEx. St-Jude Invitational
- WGC-HSBC Champions

## Historique
Cet événement a débuté en 1999, bien que le Bridgestone Invitational, devenu le WGC-FedEx. St-Jude Invitational, ait succédé à l'ancien tournoi World Series of Golf (créé en 1976). Le but de cet événement est de permettre aux golfeurs les mieux classés selon les circuits de s'affronter tous ensemble en dehors des tournois du grand chelem. Bien que ces quatre tournois restent dans l'ombre des quatre tournois du grand chelem, les meilleurs joueurs du monde y participent chaque année, notamment en raison des dotations des tournois qui sont parmi les plus élevées, par la même occasion, les joueurs ont la possibilité de marquer de nombreux points pour le classement. Tiger Woods est le golfeur ayant remporté le plus de tournois mis en jeu avec 18 victoires.

## Palmarès

### Par éditions
| Année | Match Play      | WGC-HSBC Champions            |
| ----- | --------------- | ----------------------------- |
| 2023  | Sam Burns       | TBC                           |
| 2022  | Scott Scheffler | Annulé pour cause de Covid-19 |

| Année | Match Play                    | Championship    | Invitational     | WGC-HSBC Champions            |
| ----- | ----------------------------- | --------------- | ---------------- | ----------------------------- |
| 2021  | Billy Horschel                | Collin Morikawa | Abraham Ancer    | Annulé pour cause de Covid-19 |
| 2020  | Annulé pour cause de Covid-19 | Patrick Reed    | Justin Thomas    | Annulé pour cause de Covid-19 |
| 2019  | Kevin Kisner                  | Dustin Johnson  | Brooks Koepka    | Rory McIlroy                  |
| 2018  | Bubba Watson                  | Phil Mickelson  | Justin Thomas    | Xander Schauffele             |
| 2017  | Dustin Johnson                | Dustin Johnson  | Hideki Matsuyama | Justin Rose                   |
| 2016  | Jason Day                     | Adam Scott      | Dustin Johnson   | Hideki Matsuyama              |
| 2015  | Rory McIlroy                  | Dustin Johnson  | Shane Lowry      | Russell Knox                  |
| 2014  | Jason Day                     | Patrick Reed    | Rory McIlroy     | Bubba Watson                  |
| 2013  | Matt Kuchar                   | Tiger Woods     | Tiger Woods      | Dustin Johnson                |
| 2012  | Hunter Mahan                  | Justin Rose     | Keegan Bradley   | Ian Poulter                   |
| 2011  | Luke Donald                   | Nick Watney     | Adam Scott       | Martin Kaymer                 |
| 2010  | Ian Poulter                   | Ernie Els       | Hunter Mahan     | Francesco Molinari            |
| 2009  | Geoff Ogilvy                  | Phil Mickelson  | Tiger Woods      | Phil Mickelson                |

| Année | Match Play     | Championship | Invitational |
| ----- | -------------- | ------------ | ------------ |
| 2008  | Tiger Woods    | Geoff Ogilvy | Vijay Singh  |
| 2007  | Henrik Stenson | Tiger Woods  | Tiger Woods  |

| Année | Match Play       | Championship               | Invitational  | Coupe du monde                    |
| ----- | ---------------- | -------------------------- | ------------- | --------------------------------- |
| 2006  | Geoff Ogilvy     | Tiger Woods                | Tiger Woods   | Bernhard Langer Marcel Siem       |
| 2005  | David Toms       | Tiger Woods                | Tiger Woods   | Stephen Dodd Bradley Dredge       |
| 2004  | Tiger Woods      | Ernie Els                  | Stewart Cink  | Paul Casey Luke Donald            |
| 2003  | Tiger Woods      | Tiger Woods                | Darren Clarke | Trevor Immelman Rory Sabbatini    |
| 2002  | Kevin Sutherland | Tiger Woods                | Craig Parry   | Toshimitsu Izawa Shigeki Maruyama |
| 2001  | Steve Stricker   | Annulé pour cause de 11/09 | Tiger Woods   | Ernie Els Retief Goosen           |
| 2000  | Darren Clarke    | Mike Weir                  | Tiger Woods   | Tiger Woods David Duval           |

| Année | Match Play   | Championship | Invitational |
| ----- | ------------ | ------------ | ------------ |
| 1999  | Jeff Maggert | Tiger Woods  | Tiger Woods  |

### Par nations
| Nation          | Victoires | Victoires   | Victoires     | Vainqueurs différents (en individuel) |
| Nation          | Total     | Par équipes | Individuelles | Vainqueurs différents (en individuel) |
| --------------- | --------- | ----------- | ------------- | ------------------------------------- |
| États-Unis      | 49        | 1           | 48            | 20                                    |
| Australie       | 8         | 0           | 8             | 4                                     |
| Angleterre      | 6         | 1           | 5             | 3                                     |
| Irlande du Nord | 5         | 0           | 5             | 2                                     |
| Afrique du Sud  | 4         | 2           | 2             | 1                                     |
| Japon           | 3         | 1           | 2             | 1                                     |
| Allemagne       | 2         | 1           | 1             | 1                                     |
| Canada          | 1         | 0           | 1             | 1                                     |
| Écosse          | 1         | 0           | 1             | 1                                     |
| Fidji           | 1         | 0           | 1             | 1                                     |
| Irlande         | 1         | 0           | 1             | 1                                     |
| Italie          | 1         | 0           | 1             | 1                                     |
| Pays de Galles  | 1         | 1           | 0             | 0                                     |
| Suède           | 1         | 0           | 1             | 1                                     |